# Polycentropus variegatus
Polycentropus variegatus là một loài Trichoptera trong họ Polycentropodidae. Chúng phân bố ở miền Tân bắc.